# Dynamene bicolor
Dynamene bicolor är en kräftdjursart som först beskrevs av Martin Heinrich Rathke 1837.  Dynamene bicolor ingår i släktet Dynamene och familjen klotkräftor. Inga underarter finns listade i Catalogue of Life.